# Caterpillar Zillebeke

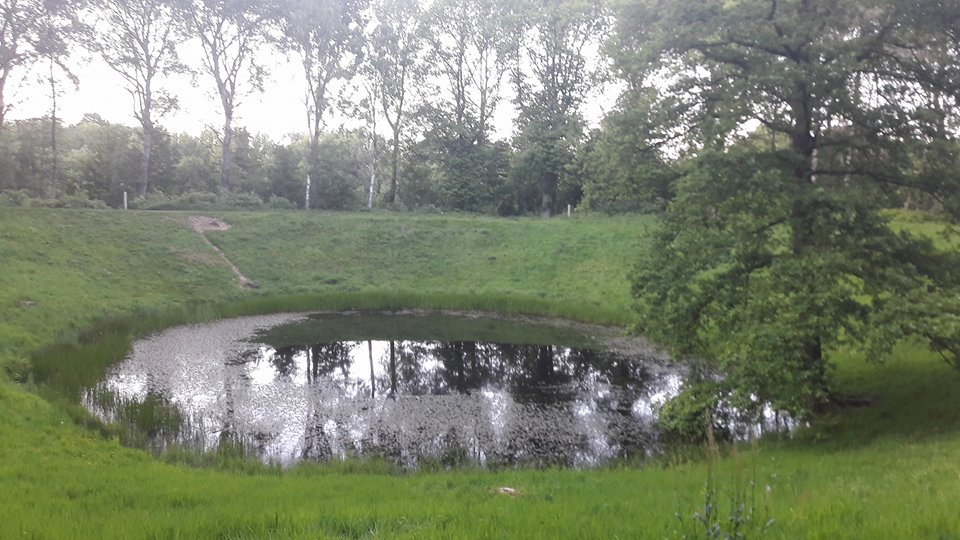
Caterpillar Zillebeke

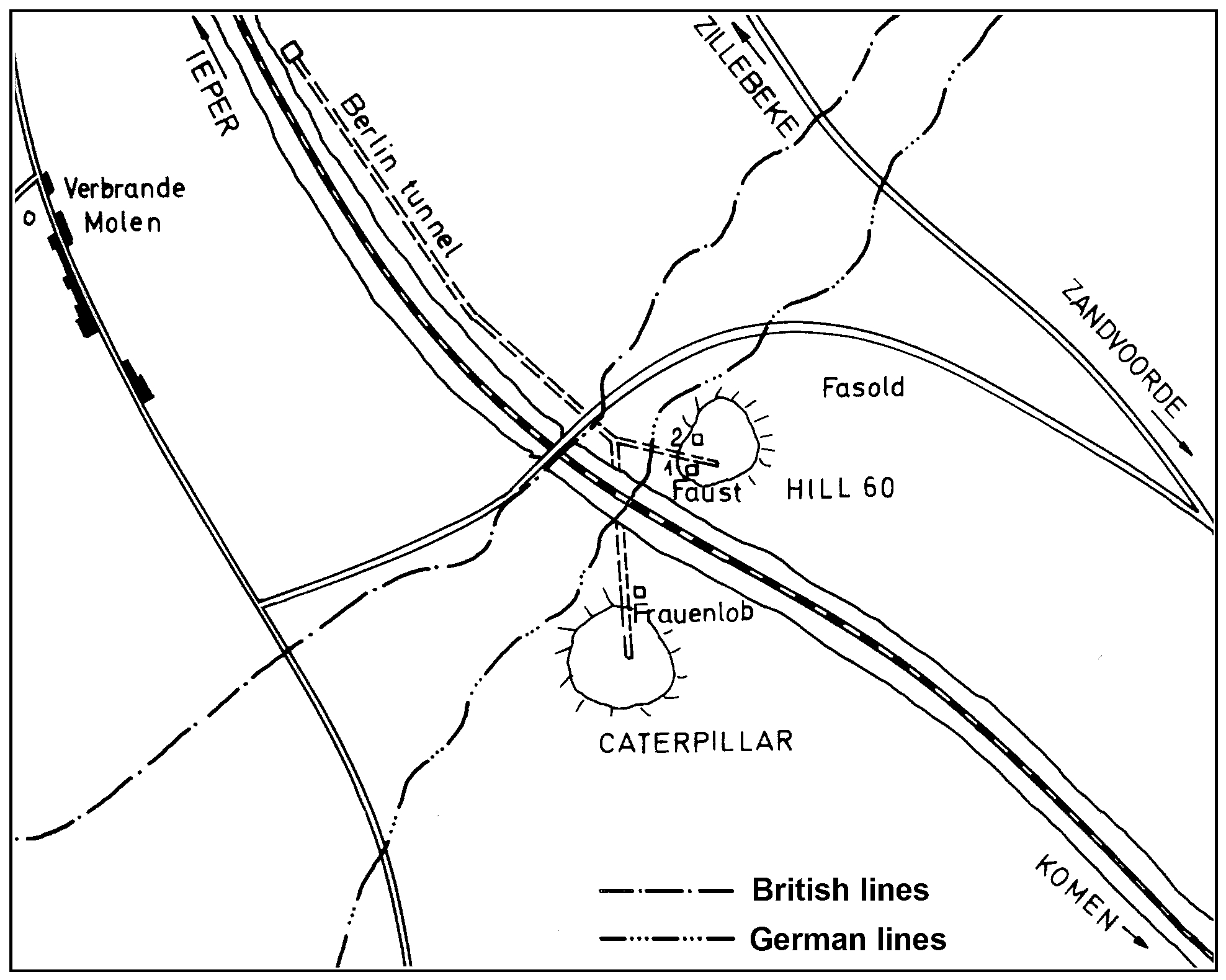
Positionering mijnkraters

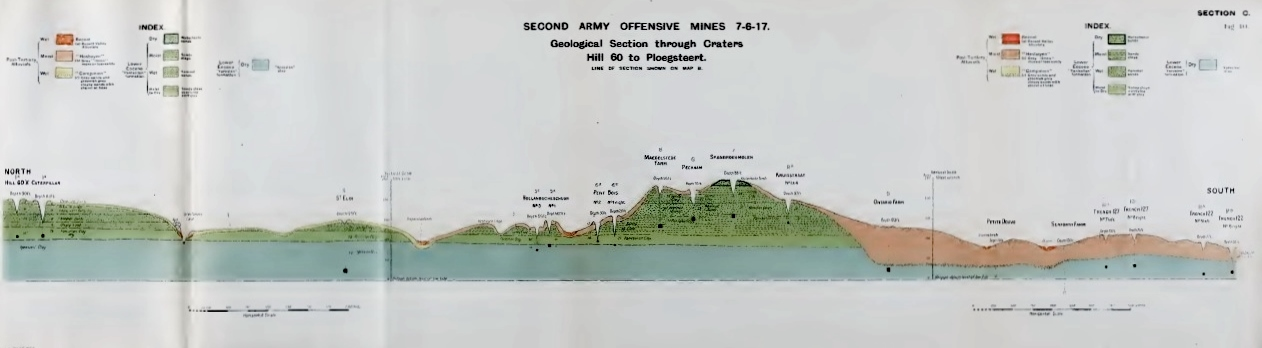
Overzicht mijnen

Caterpillar Zillebeke is een krater in Zillebeke die ontstond na de explosie van enkele mijnen tijdens de Tweede Slag om Mesen tijden de Eerste Wereldoorlog. De Caterpillar ligt in Zillebeke, een deelgemeente van Ieper, ten zuiden van de spoorweg Ieper-Kortrijk. Ter hoogte van Zwarteleenstraat 75 is er een wandelpad naar een bos.
De met water gevulde krater heeft een diameter van 79,2 m en een diepte van 15,5 m. Er is in totaal 115,8 m grond verplaatst.

## Ontstaan
In de omgeving rond Zwarte Leen en Zandvoorde strekt zich een richel uit. Die ontstond rond 1850 met de aanleg van de spoorweg tussen Ieper en Kortrijk. Het overschot aan aarde kwam aan weerszijden van de bedding: ten westen van de spoorweg kwam de Caterpillarheuvel en ten oosten de bekendere Hill 60. De hogere ligging bood een uitzicht op Ieper en verklaart het strategisch belang en de vele gevechten die er plaatsvonden tijdens de Eerste Wereldoorlog.
Tijdens het grootste deel van de Eerste Wereldoorlog was deze omgeving in Duitse handen. Meerdere malen probeerden de geallieerden deze schijnbaar onneembare vesting te veroveren. Dit gebeurde een eerste maal in april 1915 waarbij de Engelsen Hill 60 veroverden na het inzetten van mijnen. De verovering was kort: na een tweetal weken kwam de heuvel na een gasaanval terug in Duitse handen. Tevergeefs probeerden Engelse troepen de heuvel te heroveren maar daarbij stelden ze vast dat dit onmogelijk was zolang de nabijgelegen Caterpillar Duits bleef.
In augustus 1915 startten de geallieerden met een ambitieus project. Eenheden van het Britse leger gespecialiseerd in tunnelwerken startten met het graven van een mijngang onder de Duitse stellingen. Deze gang werd vervolledigd door eenheden van de Canadese en Australische 'tunnelling companies', eveneens militairen speciaal opgeleid voor het graven van tunnels onder vijandig gebied.
Toen de mijngang, de Berlin Tunnel genoemd, in oktober 1916 af was leidde die naar twee mijnkamers. Die onder de Caterpillar was gevuld met 32 ton springstof. De andere onder Hill 60 was gevuld met 24 ton explosieven. De tunnel was 427 meter lang en bevond zich op 33 meter diep. Bij de start van de Tweede Slag om Mesen op 7 juni 1917 werden om 10 over 3 's ochtends de mijnen tot ontploffing gebracht. Dit resulteerde in een grote kraters waaronder de Caterpillar.

## Omgeving
Ook de omgeving van de Caterpillar is bezienswaardig. Ten oosten, over het treinspoor, ligt Hill 60, een van de bekendste overblijfselen van de Eerste Wereldoorlog. Dit monument is toegankelijk voor publiek. In het zuidwesten op de grens met Hollebeke en Voormezele is er de De Palingbeek. De Palingbeek werd vroeger Jachtdomein de Vierlingen genoemd, later werd het een provinciaal natuurdomein van 230 hectare. Door het domein passeert het oude Kanaal Ieper-IJzer. In het westen bevindt zich de Zillebekevijver, een vijver van 28 hectare met een Vijverhuis. Verderop ligt Hill 62 en het Hooge Crater Museum, een oorlogsmuseum.